# Amaranto
Amaranto (Amaranthus) é um gênero botânico da família Amaranthaceae. Várias espécies são conhecidas pelos nomes de bredo ou caruru. Compreende cerca de 70 espécies, das quais cerca de 40 são nativas das Américas. Ele inclui pelo menos 17 espécies com folhas comestíveis.

## Espécies
- A. acanthochiton
- A. acutilobius
- A. albus
- A. arenicola
- A. australis
- A. bigelovii
- A. blitoides
- A. blitum
- A. brownii
- A. californicus
- A. cannabinus
- A. caudatus
- A. chihuahuensis
- A. chlorostachys
- A. crassipes
- A. crispus
- A. cruentus
- A. deflexus
- A. dubius
- A. fimbriatus
- A. floridanus
- A. greggii
- A. hybridus
- A. hypochondriacus
- A. leucocarpus
- A. lineatus
- A. lividus
- A. mantegazzianus
- A. minimus
- A. muricatus
- A. obcordatus
- A. palmeri
- A. paniculus
- A. polygonoides
- A. powelii
- A. pringlei
- A. pumilus
- A. quitensis
- A. retroflexus
- A. rudis
- A. scleropoides
- A. spinosus
- A. standleyanus
- A. thunbergii
- A. torreyi
- A. tricolor
- A. tuberculatus
- A. viridis
- A. watsonii
- A. wrightii

## Classificação do gênero
| Sistema | Classificação                     | Referência               |
| ------- | --------------------------------- | ------------------------ |
| Linné   | Classe Monoecia, ordem Pentandria | Species plantarum (1753) |

## Galeria

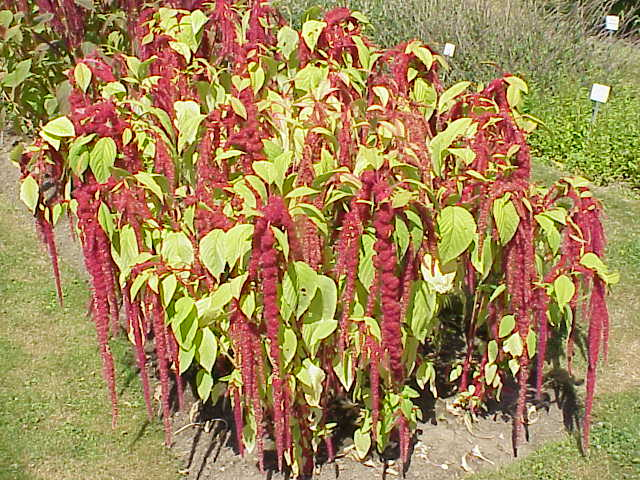
Amaranthus caudatus
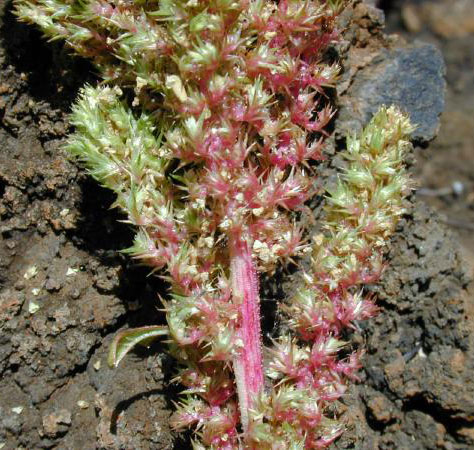
Amaranthus hybridus
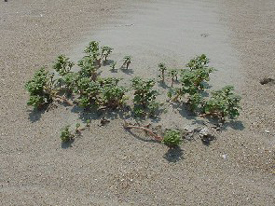
Amaranthus pumilus
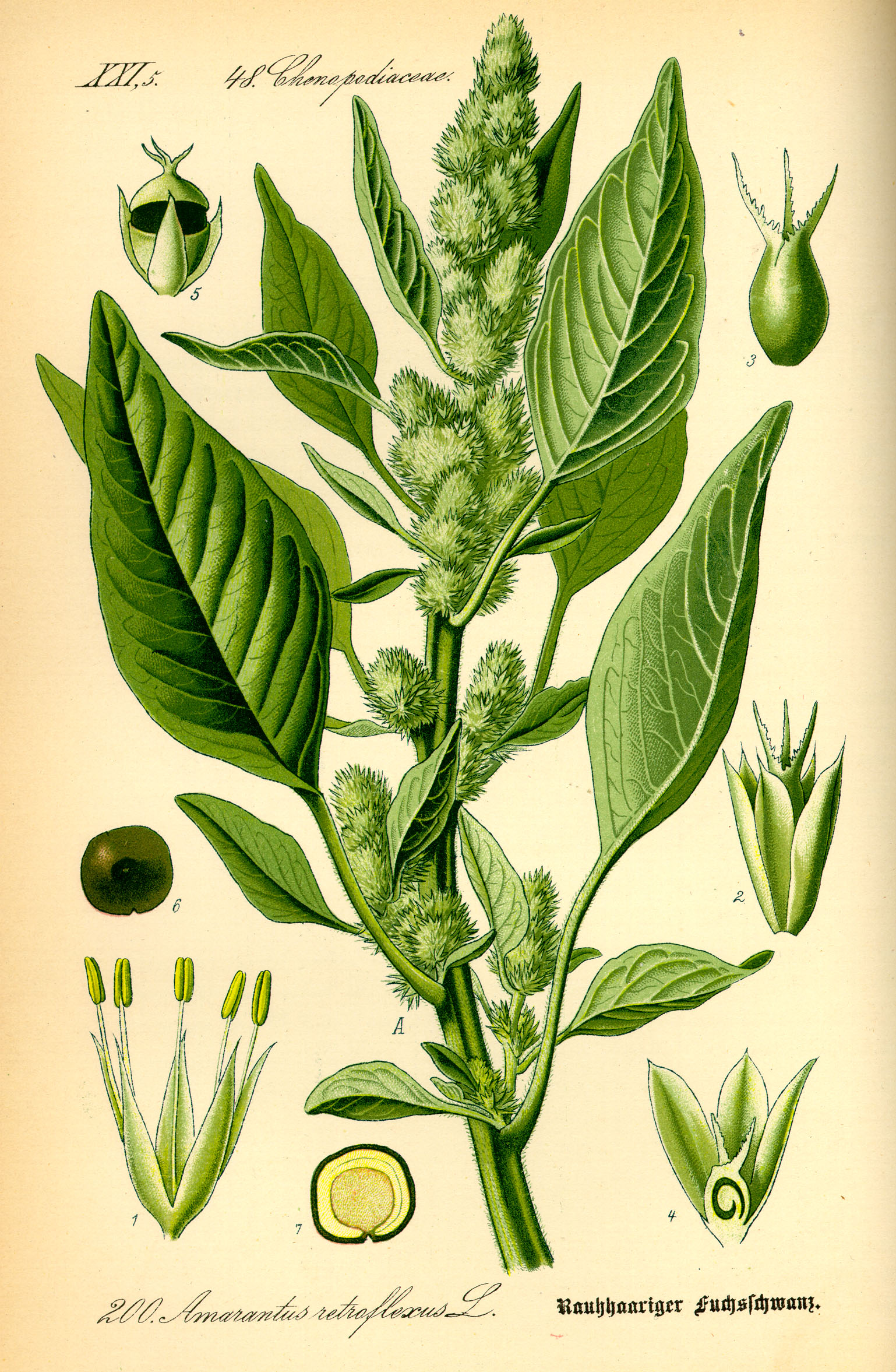
Amaranthus retroflexus
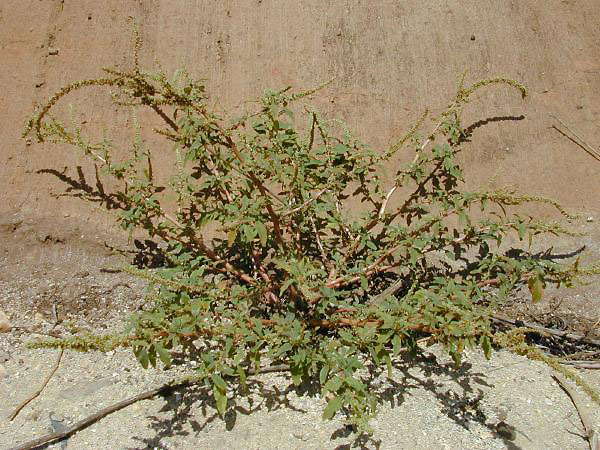
Amaranthus spinosus
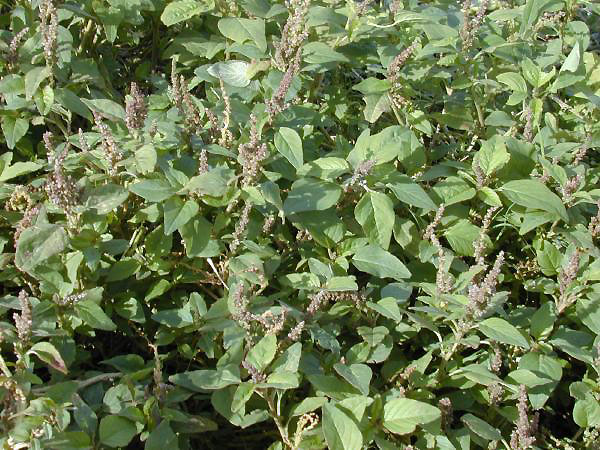
Amaranthus viridis